# Wang Shasha
Wang Shasha (kinesisk: 王莎莎; pinyin: Wáng Shāshā, født 8. januar 1987 i Yantai, Shandong) er en kvindelig kinesisk håndboldspiller som deltog under Sommer-OL 2004.
I 2004 kom hun på en ottendeplads med de kinesiske hold under Sommer-OL 2004. Hun spillede i alle syv kampe og scorede 25 mål.